# Mike Hagerty
Michael Gerard „Mike“ Hagerty (* 10. Mai 1954 in Chicago; † 5. Mai 2022 in Los Angeles) war ein US-amerikanischer Filmschauspieler.

## Leben
Hagerty studierte an der University of Illinois und lebte in Los Angeles. Zu seinen bevorzugten Rollen zählen unfreundliche Verkäufer oder Händler.
Er starb im Mai 2022 im Alter von 67 Jahren nur wenige Tage vor seinem 68. Geburtstag.

## Filmografie (Auswahl)
Serien
- 1987: Eine schrecklich nette Familie (Married … with Children, eine Folge)
- 1991, 1994: Raumschiff Enterprise: Das nächste Jahrhundert (Star Trek: The Next Generation, 2 Folgen)
- 1992: Wunderbare Jahre (The Wonder Years, eine Folge)
- 1994: Seinfeld (eine Folge)
- 1995: Kirk (eine Folge)
- 1995–2001: Friends (5 Folgen)
- 1996: Drew Carey Show (The Drew Carey Show, eine Folge)
- 1998: Ally McBeal (eine Folge)
- 2001: Angel – Jäger der Finsternis (Angel, eine Folge)
- 2002: Emergency Room – Die Notaufnahme (ER, eine Folge)
- 2004: Deadwood (eine Folge)
- 2006: Desperate Housewives (eine Folge)
- 2006–2007: Lucky Louie (13 Folgen)
- 2007: Entourage (eine Folge)
- 2009: Monk (eine Folge)
- 2010: Ehe ist… (’Til Death, eine Folge)
- 2010: Meine Schwester Charlie (Good Luck Charlie, eine Folge)
- 2013–2017: Brooklyn Nine-Nine (3 Folgen)
- 2014: Die Goldbergs (The Goldbergs, eine Folge)
- 2016: Shameless (eine Folge)

Filme
- 1986: Nothing in Common – Sie haben nichts gemeinsam (Nothing in Common)
- 1987: Overboard – Ein Goldfisch fällt ins Wasser (Overboard)
- 1988: Red Heat
- 1990: Dick Tracy
- 1997: Speed 2 (Speed 2: Cruise Control)
- 1998: Waiting for Woody (Kurzfilm)
- 1998: Break Up – Nackte Angst (Break Up)
- 1999: Austin Powers – Spion in geheimer Missionarsstellung (Austin Powers: The Spy Who Shagged Me)
- 1999: Inspektor Gadget (Inspector Gadget)